# Gerolamo Archinto
Gerolamo Archinto (Milano, 6 ottobre 1651 – Vigevano, 22 ottobre 1710) è stato un vescovo cattolico italiano.

## Biografia
Gerolamo Archinto nacque a Milano ed era rampollo di una delle più nobili casate della città, che già aveva dato al ducato milanese moltissimi uomini politici e soprattutto ecclesiastici di valente fama come suo cugino Giuseppe Archinto, il quale proprio in quegli anni era arcivescovo della sede milanese. Ottenne il diaconato il 10 giugno 1680 ed il giorno successivo venne ordinato sacerdote nel duomo di Milano.
Fu probabilmente su pressione del cugino cardinale che venne nominato vescovo di Vigevano il 5 marzo 1703. Fu consacrato solennemente a Roma, nella basilica dei Santi Ambrogio e Carlo al Corso, dal cardinale Fabrizio Paolucci il 18 marzo di quello stesso anno. Come amministratore della diocesi, viene ricordato in particolar modo per l'approvazione della Congregazione di San Carlo per il suffragio dei confratelli, ancora oggi attiva.
Morì a Vigevano il 22 ottobre 1710.

## Genealogia episcopale
La genealogia episcopale è:
- Cardinale Scipione Rebiba
- Cardinale Giulio Antonio Santori
- Cardinale Girolamo Bernerio, O.P.
- Arcivescovo Galeazzo Sanvitale
- Cardinale Ludovico Ludovisi
- Cardinale Luigi Caetani
- Cardinale Ulderico Carpegna
- Cardinale Paluzzo Paluzzi Altieri degli Albertoni
- Cardinale Gaspare Carpegna
- Cardinale Fabrizio Paolucci
- Vescovo Gerolamo Archinto

## Stemma
| Immagine | Blasonatura |
| -------- | --- |
| \| \|    | Gerolamo Archinto Vescovo di Vigevano Di verde, a tre fasce d'argento, controinnestate. Lo scudo, accollato a una croce astile d'oro, posta in palo, è timbrato da un cappello con cordoni e nappe di verde. Le nappe, in numero di dodici, sono disposte sei per parte, in cinque ordini di 1, 2, 3. |
|          | |